# Guggenheim Museum (Bilbao)

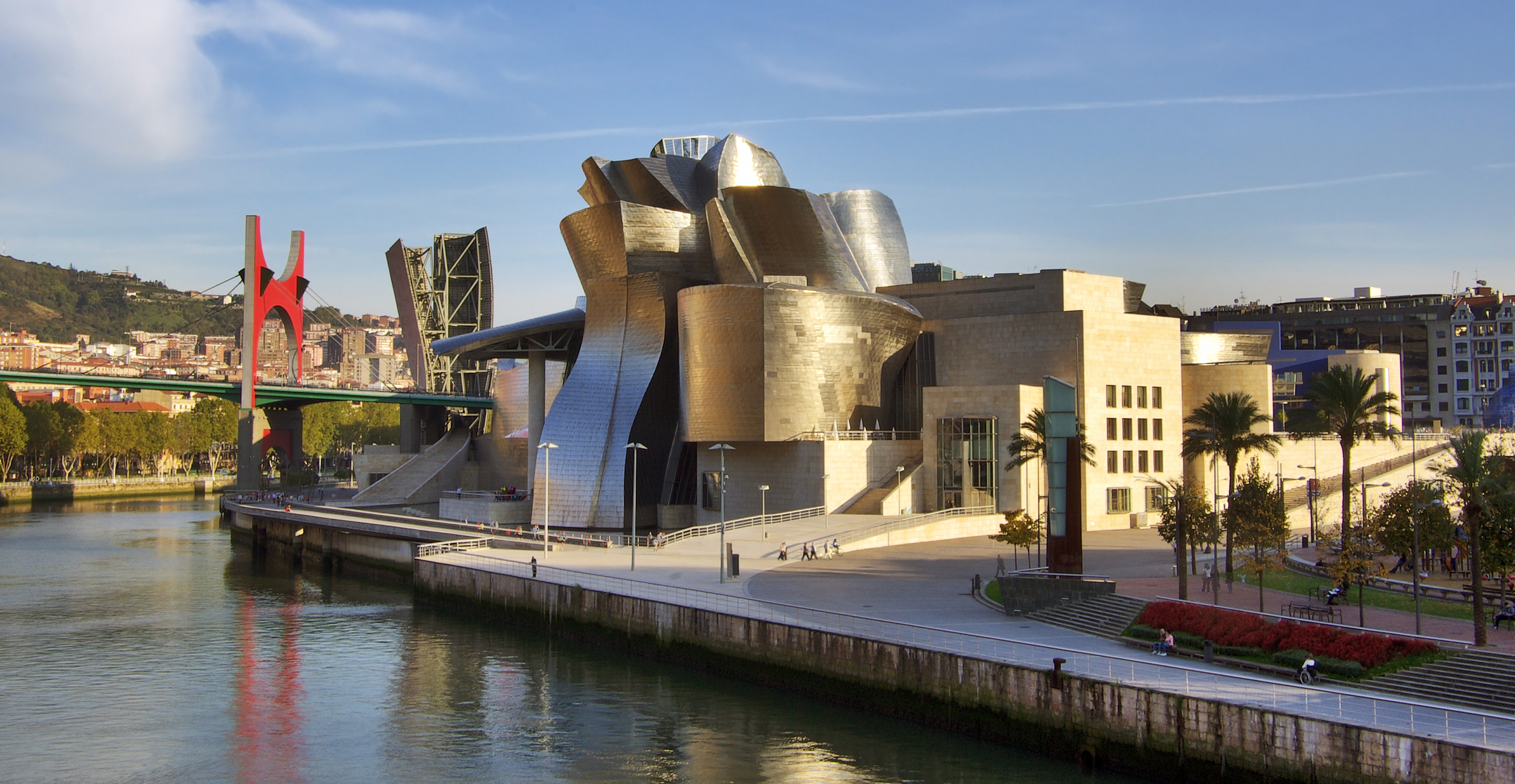
Guggenheim in Bilbao

Het Guggenheim Museum in Bilbao (officiële naam: Baskisch: Guggenheim Bilbao Museoa, Spaans: Museo Guggenheim Bilbao) is een van de vijf Guggenheim-musea over de hele wereld naast Peggy Guggenheim Collection in Venetië en het Solomon R. Guggenheim Museum  in New York.
De musea behoren tot de Solomon R. Guggenheim Foundation in New York. Het is een van de belangrijkste musea voor moderne kunst en zorgde voor een grote groei van de toeristensector van de stad. Naar dat succes is het Bilbao-effect genoemd.

## Gebouw
Het gebouw is een museumstuk op zich door zijn deconstructivistische architectuur. Het is voor het publiek geopend sinds 1997 en de kunstwerken die tentoongesteld worden variëren van moderne kunst (popart) tot werken van gerenommeerde artiesten als Picasso. De permanente collectie wordt verspreid over de drie musea en geeft een overzicht van de plastische kunst in de twintigste eeuw. Ze bevat kunstwerken van artiesten zoals Salvador Dalí, René Magritte en Andy Warhol.
Het gebouw is ontworpen door de Noord-Amerikaanse architect Frank Gehry en heeft een tentoonstellingsoppervlakte van 11.000 vierkante meter. Het gebouw is grotendeels bedekt met schubvormige titaniumplaten die ervoor moeten zorgen dat het gebouw honderd jaar kan schitteren. De vele glazen wanden zijn zo geconstrueerd dat ze de kunstwerken beschermen tegen warmte en beschadiging door zonlicht. Dit alles maakt dit gebouw tot een van de grootste kunstwerken van de hedendaagse architectuur.
De architect Frank Gehry is een vertegenwoordiger van het deconstructivisme. Dit is een moderne bouwstijl waarbij de bouwwerken een verwarrende collectie willekeurig bij elkaar geplaatste vlakken en verwrongen lijnen lijken die samen de indruk wekken dat de constructie ieder moment in elkaar kan zakken.
De bezoekers die binnenkomen door de hal die naar de tentoonstellingsruimtes leidt, komen terecht in het atrium, het hart van het museum en tevens een van de meest merkwaardige ruimten van het gebouw. Het heeft een soort met metaal afgewerkt bloemvormig dakvenster dat licht binnenlaat om de warme en uitnodigende ruimte te verlichten.
Vanaf het atrium hebben de bezoekers toegang tot een terras dat overkoepeld wordt door een baldakijn dat ondersteund wordt door één enkele pilaar. Het heeft twee functies: het is beschermend en kunstzinnig.
De tentoonstellingsruimtes zijn georganiseerd in drie etages rond het centrale atrium. Ze zijn met elkaar verbonden met een systeem van aan het plafond opgehangen golvende wandelpaden, door glazen liften en door verschillende "traptorentjes".
Een criticus beschreef het gebouw als een "metaforische stad". Zo lijken de glazen panelen rond de liftkoker op de schubben van een vis die draait en springt, en de wandelpaden die tegen de binnenmuren omhoog klimmen lijken op verticale autowegen.

## De tentoonstellingsruimtes
Er is 10.560 vierkante meter tentoonstellingsruimte onderverdeeld in twintig galerijen. Tien van deze ruimtes zijn van klassieke architectuur en je kunt ze vanaf de buitenkant herkennen door hun stenen afwerking.
De negen andere ruimtes daarentegen zijn in schril contrast met de klassieke ruimtes, hebben grillige vormen en zijn aan de buitenkant afgewerkt met titanium platen. Door te spelen met volumes en perspectief creëerde de architect grotere ruimtes die er merkwaardig genoeg in slagen de bezoeker te overweldigen.
Grootschalige kunstwerken worden geplaatst in de grootste zaal van het museum. Deze zaal is 30 meter breed en 130 meter lang. Ze is vrij van pilaren en de vloer is perfect gemaakt voor het drukke verkeer van bezoekers en medewerkers, alsook voor het grote gewicht van de werken die hier tentoongesteld worden.
Er is telkens een verband tussen de vorm en de inhoud van elke galerij. Dit vereenvoudigt de rondleiding terwijl het atrium in het midden en de wandelpaden die de galerijen met elkaar verbinden de locatie van diensten en galerijen vergemakkelijken.

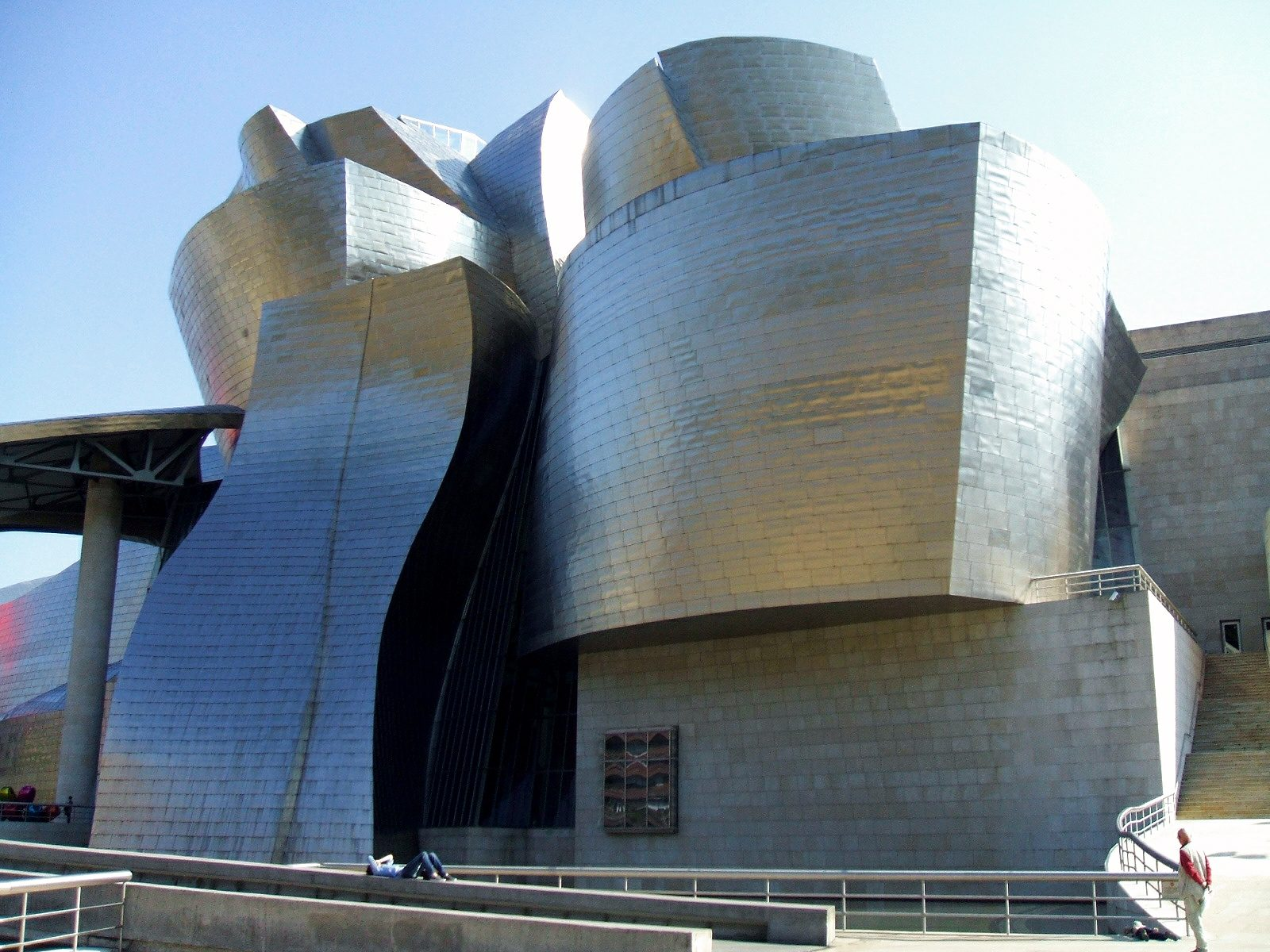
De titanium platen aan de buitenzijde van het gebouw
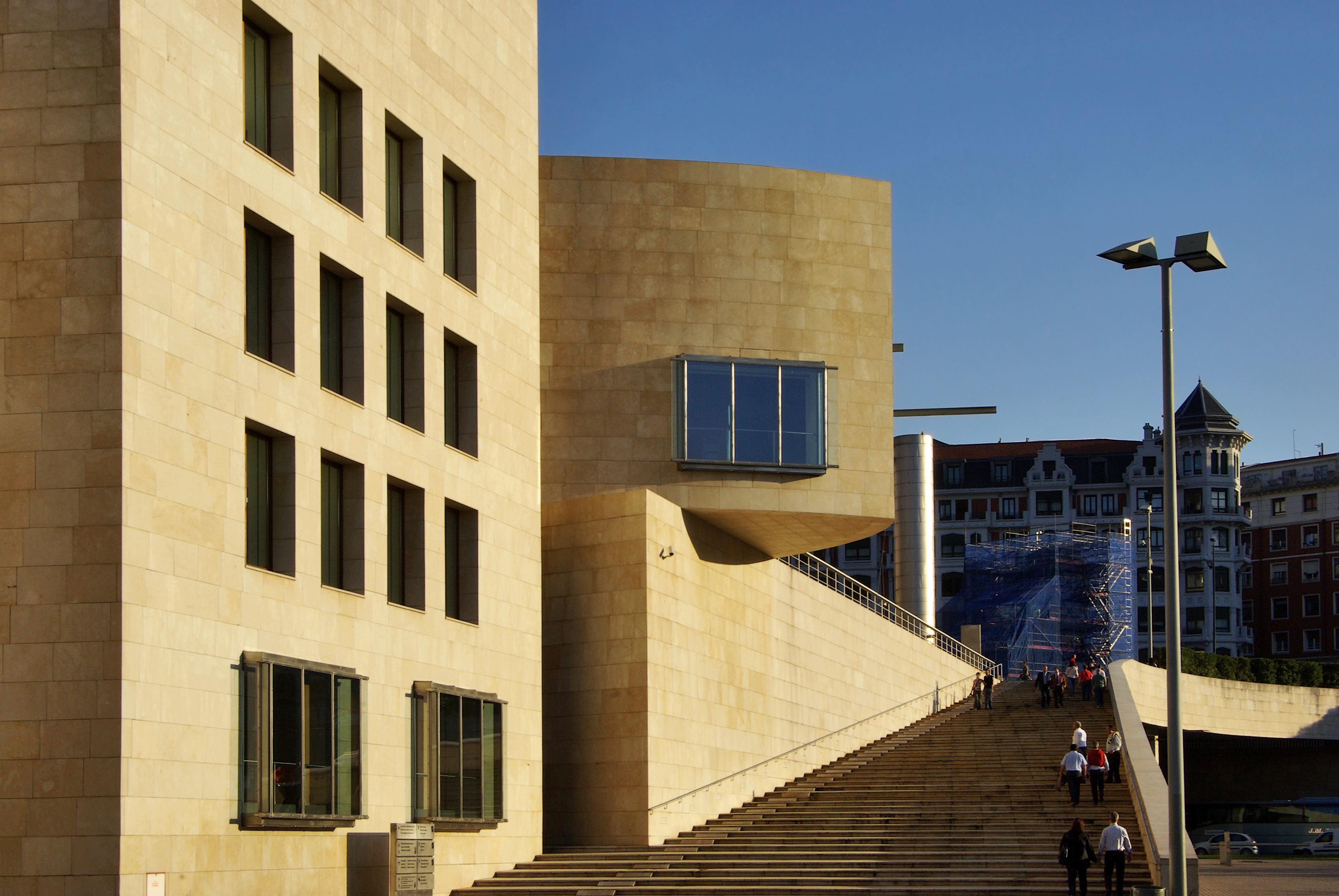
Een deel van het gebouw is opgetrokken in geometrische vormen
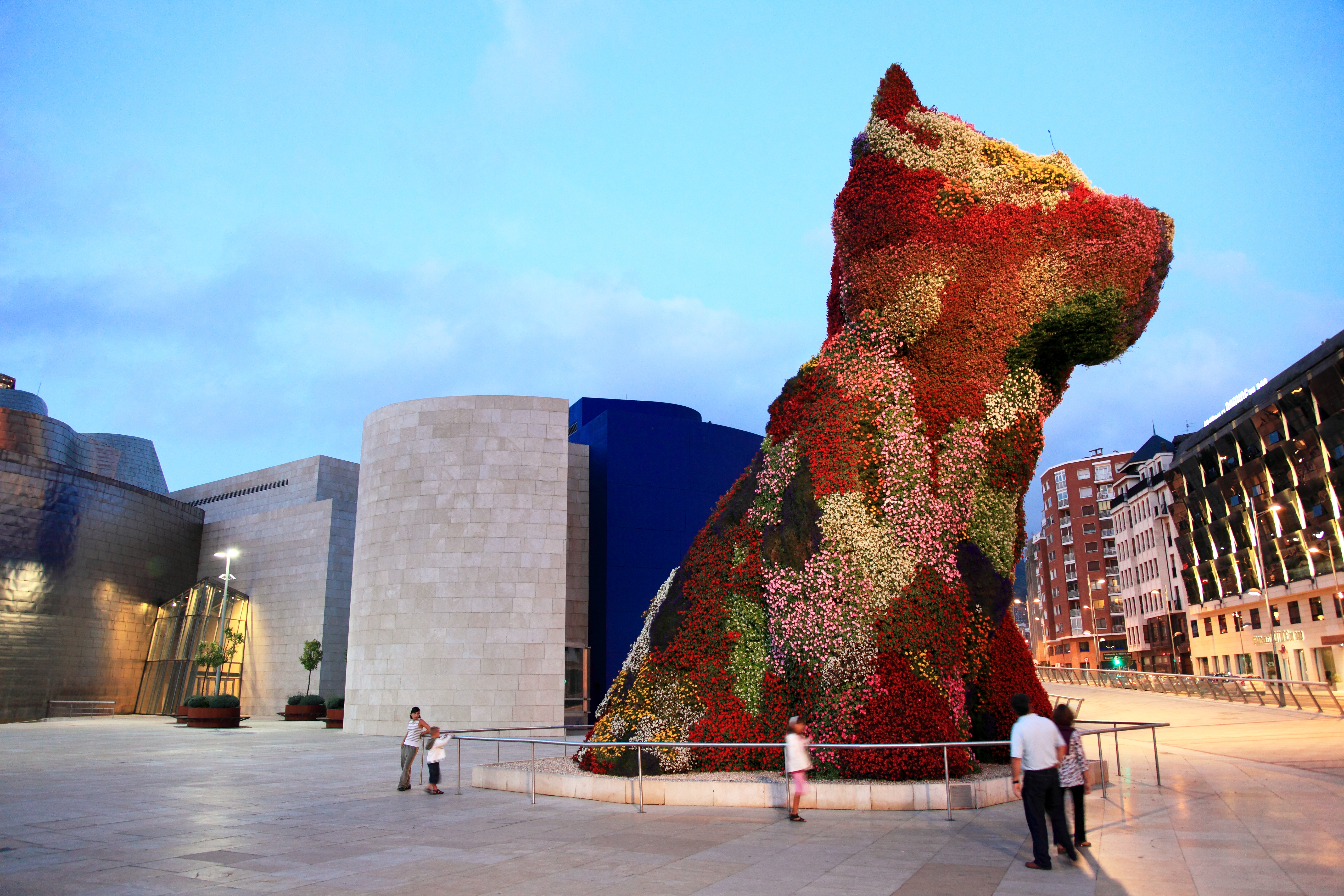
Een ruim 12 meter hoge puppy van Jeff Koons